# Peter Chung Hoan Ting
Peter Chung Hoan Ting (chiń. 鍾萬庭; pinyin Zhōng Wàntíng; ur. 10 września 1928 w Luinchi) – malezyjski duchowny rzymskokatolicki, w latach 1976–2003 arcybiskup Kuching.

## Życiorys
Święcenia kapłańskie przyjął 26 września 1954. 1 września 1970 został prekonizowany wikariuszem apostolskim koadiutorem Kota Kinabalu ze stolicą tytularną Acelum. Sakrę biskupią otrzymał 15 listopada 1970. W 1972 objął urząd wikariusza apostolskiego. 30 stycznia 1975 został mianowany wikariuszem apostolskim Kuching. 31 maja 1976 został mianowany arcybiskupem. 21 czerwca 2003 przeszedł na emeryturę.